# サンクトペテルブルクのパラドックス

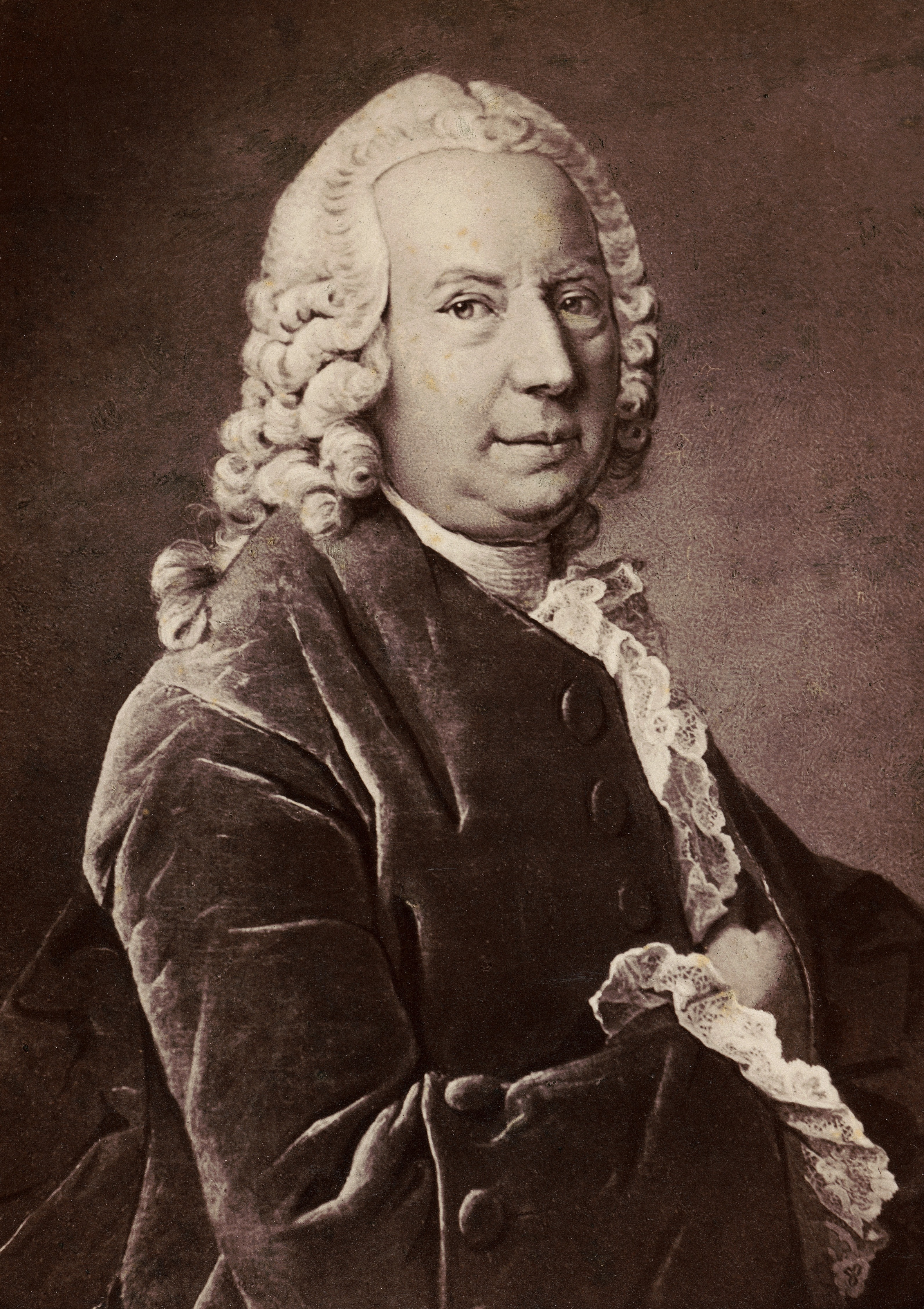
ダニエル・ベルヌーイ

サンクトペテルブルクのパラドックス（英: St. Petersburg paradox、独: Sankt-Petersburg-Paradoxon）は、意思決定理論におけるパラドックスの一つである。極めて少ない確率で極めて大きな利益が得られるような事例では、期待値が発散する場合があるが、このようなときに生まれる逆説である。サンクトペテルブルクの賭け、サンクトペテルブルクの問題などとも呼ばれる。「サンクトペテルブルク」の部分は表記に揺れがある。
1738年、サンクトペテルブルクに住んでいたダニエル・ベルヌーイが、学術雑誌『ペテルブルク帝国アカデミー論集』の論文「リスクの測定に関する新しい理論」で発表した。その目的は、期待値による古典的な「公平さ」が現実には必ずしも適用できないことを示し、「効用」（ラテン語: emolumentum）についての新しい理論を展開することであった。

## パラドックスの内容
偏りのないコインを表が出るまで投げ続け、表が出たときに、賞金をもらえるゲームがあるとする。もらえる賞金は、1回目に表が出たら1円、1回目は裏が出て2回目に表が出たら倍の2円、2回目まで裏が出ていて3回目に初めて表が出たらそのまた倍の4円、3回目まで裏が出ていて4回目に初めて表が出たらそのまた倍の8円、というふうに倍々で増える賞金がもらえるというゲームである。
つまり表が初めて出るまでに投げた回数を n とすると、2n−1円もらえるのである。10回目に初めて表が出れば512円、20回目に初めて表が出れば52万4288円、30回目に初めて表が出れば5億3687万0912円がもらえる。ここで、このゲームには参加費（＝賭け金）が必要であるとしたら、参加費の金額が何円までなら払っても損ではないと言えるだろうか。
数学的には、この種の問題では、賞金の期待値を算出し、参加費がその期待値以下であれば参加者は損しないと判断する。しかし、この問題における賞金の期待値を計算してみると、その数値は無限大に発散してしまうのである。すなわち期待値を W とすると、
{\displaystyle W=\sum _{k=1}^{\infty }\left({\frac {1}{2^{k}}}\cdot 2^{k-1}\right)={\frac {1}{2}}+{\frac {1}{2}}+{\frac {1}{2}}+{\frac {1}{2}}+\cdots =\infty }
となる。したがって、期待値によって判断するならば、参加費（＝賭け金）がいくら大金であっても参加すべきであると結論になる。
ところが実際には、このゲームでは 1/2 の確率で1円、1/4 の確率で2円、1/1024 の確率で512円の賞金が得られるに過ぎない（賞金が512円以下にとどまる確率が1023/1024）。したがって、そんなに得であるはずがないことは直観的に分かる。これが、この問題がパラドックスとされる所以である。

## 現実的な回答
現実には、賞金には上限がある。例えば、胴元の財産が1億円としよう。27回続けて裏が出ると、賞金は1億円を超えてしまうので、26回裏が出た時点でゲームは打ち切りとすべきだろう。すると、期待値は
{\displaystyle {\frac {1}{2}}\cdot 1+{\frac {1}{2^{2}}}\cdot 2+\cdots +{\frac {1}{2^{26}}}\cdot 2^{25}+{\frac {1}{2^{26}}}\cdot 2^{26}=14}
で14円となる。同様の計算を行えば、胴元がいくら大金持ちであっても、現実的な範囲では期待値はせいぜい数十円の範囲に収まってしまうことが分かる。
しかし、思考実験として「胴元が無限の支払い能力を持っている」と仮定することはでき、その場合にはいくらの参加費を支払うべきか、という問に答えられなければ、問題は完全には解決していない。

## 効用による回答

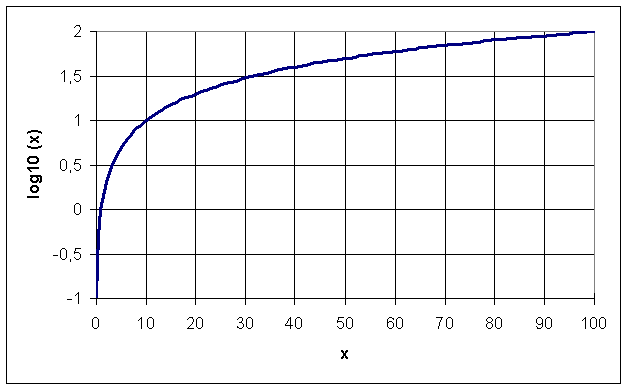
対数曲線。この図では底は10。

ベルヌーイは、主観的価値とでも言える「効用」を定義して、このパラドックスを回避した。誰にとっても一定の「価値」に対し、効用は、効用を評価する人の個別の事情に左右される。そして、例外はあるがほとんどの場合、金額が大きくなるほど、効用の増加具合は緩やかになる。つまり、100万円が200万円になるときの効用は、1000万円が1100万円になるときの効用より大きい。これは現在の経済学における限界効用逓減と同じ考えである。
ベルヌーイはさらに、効用は、金額の対数で得られるとした。つまり、100万円が200万円になるときの効用と、1000万円が2000万円になるときの効用とは等しい。対数関数で得られる効用を「対数関数的効用」という。このモデルは、（小さな）資産の増加による効用は資産の総量に反比例するということでもあり、これを「ベルヌーイの規則」と呼ぶ。
また、金額の期待値が金額の重み付け算術平均なのに対し、効用の期待値は、金額の重み付け幾何平均の効用となる。相加相乗の法則から、効用の期待値は、金額の期待値の効用より、ほとんどの場合小さい。そのため一般に、効用の期待値を最大化する戦略は、金額の期待値を最大化する戦略より、リスクに対し慎重になる。
ギャンブラーの総資産を a、賭の価格を b とすると、賭終了後の総資産は
{\displaystyle \sum _{k=1}^{\infty }\left\{{\frac {1}{2^{k}}}\left(a-b+2^{k-1}\right)\right\}=\infty }
と発散するのは先に見たとおりだが、効用の期待値は
{\displaystyle \sum _{k=1}^{\infty }\left\{{\frac {1}{2^{k}}}\log \left(a-b+{2^{k-1}}\right)\right\}}
となり、この値は有限にとどまる。
単純なケースとして a = b（有り金全て賭ける）とすると、
{\displaystyle \sum _{k=1}^{\infty }\left({\frac {1}{2^{k}}}\log {2^{k-1}}\right)=\log 2\cdot \sum _{k=1}^{\infty }{\frac {k}{2^{k+1}}}=\log 2}
となる。つまり、総資産2円（効用 log 2）以下なら、賭により効用は増えるので、有り金全て賭けてでも賭に参加すべきである。なお、総資産2円という状況はイメージしにくいので、賞金のスタートを1円から200万円に引き上げると、有り金全て賭けてでも賭に参加すべき資産は400万円以下となる。
しかし、総資産が2円より多いなら、2円と総資産の間のどこかに、賭けるべきか賭けぬべきかの境目となる b0 がある。b0 を求めるには方程式
{\displaystyle \sum _{k=1}^{\infty }\left\{{\frac {1}{2^{k}}}\log \left(a-b_{0}+{2^{k-1}}\right)\right\}=\log a}
を解けばいい。たとえば、400万円に対しては約12円となり、かなり実感に近くなる。
ただし、以上のような対数関数的効用は、パラドックスの完全な解決にはならない。カール・メンガーは、1回裏を出すごとに賞金が2倍になるのではなく、2乗になるような賭では、（賞金が資産を十分上回った後には）効用は2倍になり、期待値は発散することを指摘した。これに対しては、効用の増加具合を自然対数より緩やか（恣意的な例ではあるが、対数の対数など）にすれば対応できる。これは、100万円が200万円になる効用より100億円が200億円になる効用のほうが少ないと言うことであり、「使い切れない」ということを考えれば妥当なモデルである。しかし、効用の増加がどれだけ緩やかでも、1回裏を出すごとに「効用が2倍になる」ように賞金額を設定すれば、効用の期待値はやはり発散する。
これを完全に防ぐためには、効用には上限があると考える必要がある。つまり、ある金額を超えれば、効用は基本的にそれ以上増えない、と考えるのである。効用の上限は、金で買える全ての欲望を満たした状態を意味し、これを「至福水準」と呼ぶ。この設定により、どれだけ急激に賞金が増えても、効用の期待値は有限にとどまる。

## 反響
このパラドックスは、ダニエル・ベルヌーイの提示以降、繰り返し議論の的となっている。
ガブリエル・クラメールがニコラウス・ベルヌーイへ出した手紙の内容が、ダニエル・ベルヌーイの論文に紹介されている。クラメルは、金額の価値はその額面には比例しないと考え、二通りのモデルを提示した。1つ目は、224（約1600万）より大きな金額は皆等しいとするモデルであり、その場合の期待値は
{\displaystyle {\frac {1}{2}}\cdot 1+{\frac {1}{2^{2}}}\cdot 2+\cdots +{\frac {1}{2^{25}}}\cdot 2^{24}+{\frac {1}{2^{26}}}\cdot 2^{24}+{\frac {1}{2^{27}}}\cdot 2^{24}+\cdots =13}
で 13 となる。もう1つは、金額の価値はその額面の平方根に比例するとするモデルであり、その場合の「価値の」期待値は
{\displaystyle {\frac {1}{2}}\cdot {\sqrt {1}}+{\frac {1}{2^{2}}}\cdot {\sqrt {2}}+{\frac {1}{2^{3}}}\cdot {\sqrt {2^{2}}}+\cdots ={\frac {1}{2-{\sqrt {2}}}}}
となり、額面に直すとその平方で約 2.9 と計算される。ただし、これらのモデルは恣意的であって、妥当か否かの考察は全くない。
ダランベールは、期待値が無限大になるのは、ゲームを永久に続けることができるという、現実にはあり得ない仮定によるものだと指摘した。さらに、パラドックスを回避する方策の一つとして、確率が非常に小さい場合は、その確率を 0 として扱うべきだと主張した。また、別の回避法として、n 回連続して裏が出る確率を 1/2n より若干小さいとするモデルを提示した。俗に、何回も続けて裏が出れば次に表が出る確率は 1/2 よりも大きいだろう、とする考えであり、一部の学者には受け継がれたが、現代の学者には全く受け入れられていない。
ビュフォンは子供にコインを繰り返し投げさせる実験を行った。2084回のゲームを行い、そのうち1061回で1円、494回で2円、…、合計で10057円を獲得した。この実験において、1回のゲームでの獲得金額の平均は約5円ということになる。
コンドルセは、パラドックスに関連して以下の指摘を行った。1回のゲームで A が勝つ確率が p、B が勝つ確率が q であるとすると、一般的な規則では A の賭金と B の賭金の比率は p : q とすべきである。しかし、p が非常に小さい場合、B の賭金は莫大になって破産してしまう危険性が高いため、本当の意味で公平とはいえない。これが公平であるためには、2人が十分な回数ゲームを繰り返すことに同意していなければならない。

## 標本抽出による解答
数学的に正しい一つの解答として、ウィリアム・フェラー (en:William Feller) による標本抽出がある。フェラーの解答を正しく理解するには確率論、統計学に関する十分な知識が必要であるが、直感的には「大人数でこのゲームを行い、その標本抽出から期待値を算出する」という手法を用いている。この手法によれば、このゲームの期待値が無限大となるのは無限回ゲームを行うことが仮定される必要があり、ゲームの回数が有限回数である場合、期待値は遥かに小さな値に収束することが示されている。

## 発展的話題
このパラドックスを理解するポイントの一つは、ゲームを繰り返す回数である。一言で説明すれば、あらかじめゲームを何回繰り返すかを決めておけば、比較的公平な賭け金を設定できる、ということである。
先述のように、賞金の期待値 W は発散する。したがって、第 n 回目の獲得賞金（n 回コインを投げるという意味ではなく、n はこのゲームに何回参加したかを表す) を Xn とすると、任意の実数 W に対して、
{\displaystyle \lim _{n\to \infty }P\left(\left|{\frac {X_{1}+X_{2}+\ldots +X_{n}}{n}}-W\right|<\epsilon \right)=1}
を満たす正数 ε は存在しない。
次に、どのように発散するかを定量的に評価することを考えてみよう。任意の正数 ε に対し、
{\displaystyle \lim _{n\to \infty }P\left(\left|{\frac {X_{1}+X_{2}+\ldots +X_{n}}{f(n)}}-W\right|<\epsilon \right)=1}
となるような関数 f は存在しないのだろうか。実は、W = 1 とすると、f(n) = n log2 n ととることができることが知られている。つまり、{\displaystyle {\frac {X_{1}+X_{2}+\cdots +X_{n}}{n}}} は log2 n のように発散していく。
したがって、このゲームを公平に設定したければ、参加者は最初に何回このゲームに参加したいかを申告してもらい、その回数 n に応じて参加費を n log2 n とすればよいということになる。このゲームへの参加費は、参加回数に対して非線形に増加する特殊な財である。
具体的に考えてみよう。仮に n = 1000 とする。すなわち、このゲームの販売店は、ゲーム1000回分をワンセットとして販売するのである。このときの価格は、約 9969 (≈ 1000 log2 1000) 円程度になる。
一方、ゲーム参加権はまとめ買いするよりもバラで買ったほうが得なので、消費者はバラで買おうとするだろう。すると、販売店側としてはせっかく参加費を非線形化した意味がなくなってしまい、販売店側にとっては不利である。つまり、販売店側はセットを売れば売るほど損をしてしまうし、いつかは大当たりを出されて破産してしまうと予測される。